# Sinalunga
Sinalunga är en ort och kommun i provinsen Siena i regionen Toscana i Italien. Kommunen hade 12 514 invånare (2018).